# Droits LGBT à la Barbade
Les personnes lesbiennes, gays, bisexuels et transgenres à la Barbade ne possèdent pas les mêmes droits que les personnes non-LGBT. En décembre 2022, les tribunaux statuent que les lois de la Barbade contre la sodomie et la « grossière indécence » sont inconstitutionnelles et les exclues donc de la loi sur les infractions sexuelles (Sexual Offences Act). Cependant, les relations entre personnes du même sexe ne sont pas reconnues et les protections juridiques contre les discriminations sont limitées.
En raison de la faible population de la Barbade, de nombreux LGBT barbadiens choisissent de « rester dans le placard », craignant que leur coming out ne les expose à l'ensemble du pays. La Barbade organise sa première semaine de la fierté en juillet 2018. Des activités de sensibilisation et d'acceptation sont alors organisées dans tout le pays. Les célébrations de la fierté ont lieu de nouveau en juillet 2019 mais sont annulés en 2020, comme de nombreux festivals en raison de la pandémie de COVID-19.
En septembre 2020, le gouvernement annonce son intention de reconnaître « une certaine forme » d'union civile entre partenaires de même sexe, ainsi que d'organiser un référendum sur le mariage homosexuel. Ce projet est bien accueilli par certains militants des droits des homosexuels, mais critiqué par d'autres, estimant que la proposition d'union civile est inutilement vague et que le référendum sur le mariage risque d'échouer.

## Légalité des relations homosexuelles

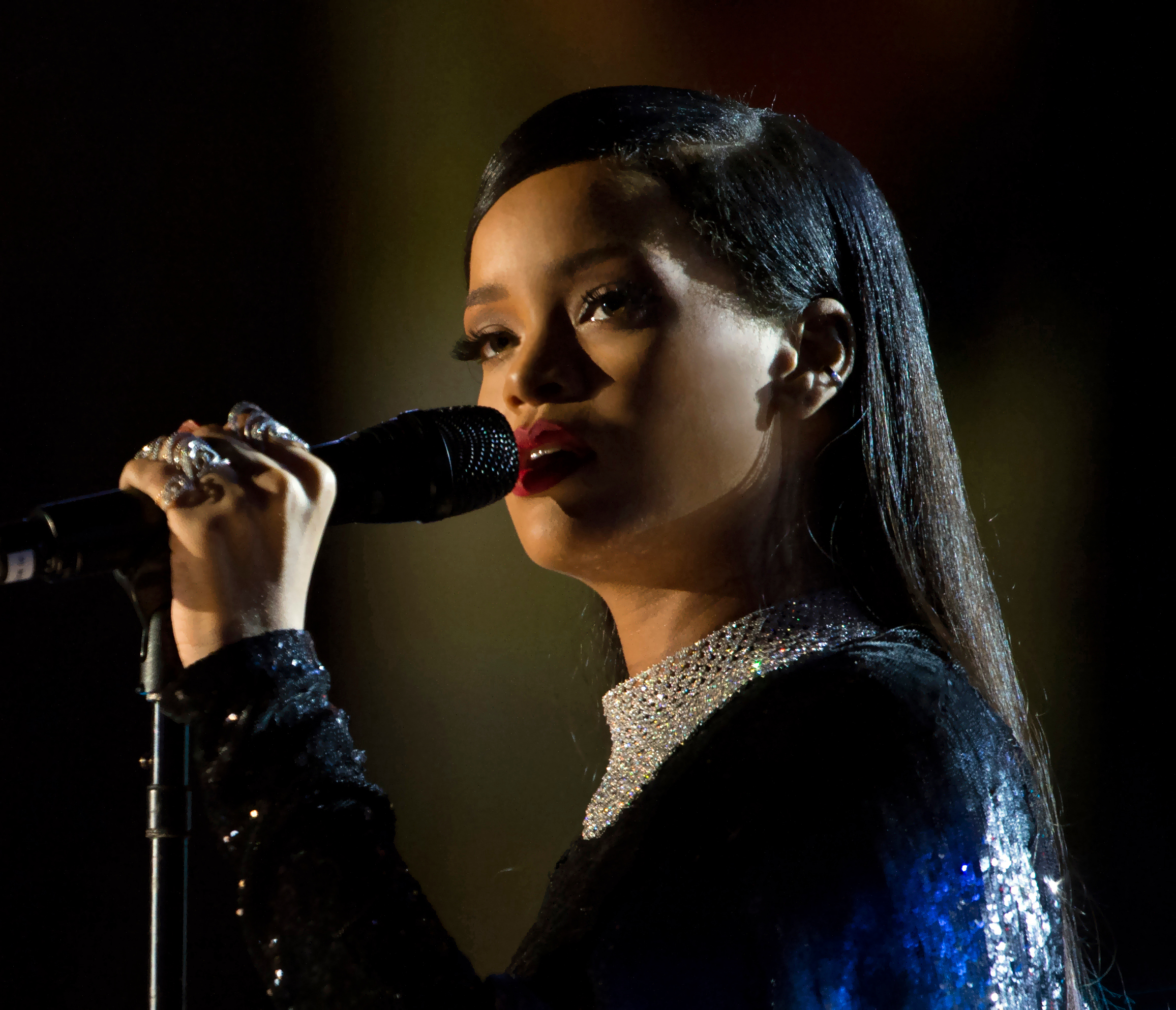
La chanteuse barbadienne Rihanna, célèbre sur l’île, a souvent exprimé son soutien aux droits LGBT.

Avant la décision du tribunal de décembre 2022 d'annuler les lois sur la sodomie et la grossière indécence, le sexe anal et oral de même sexe et de sexe différent était criminalisé en vertu du chapitre 154, articles 9 et 12 de la loi sur les infractions sexuelles (Sexual Offences Act). L'article 9 criminalise la « sodomie », que l'acte soit commis en privé et consenti, ou qu'il soit commis entre deux hommes ou entre un homme et une femme. L'article 12 criminalise la « grave indécence », définie comme tout acte « impliquant l'utilisation des organes génitaux dans le but d'éveiller ou de satisfaire le désir sexuel ». La peine encourue pour « sodomie » était la réclusion à perpétuité, tandis que la peine maximale pour la « grave indécence » était de dix ans de prison si l'acte était commis sur ou envers une personne âgée de 16 ans ou plus. Cependant la loi était rarement appliquée.

### Efforts de décriminalisation
En 2018, Human Rights Watch (HRW) publie un rapport intitulé : « Je dois partir pour être moi : lois discriminatoires contre les personnes LGBT dans les Caraïbes orientales ». L'organisation appelle la Barbade à abroger l'article 9 et exhorte son gouvernement à créer un environnement sûr pour tous les Barbadiens. Un ministre du gouvernement avertit par la suite que des forces extérieures tentaient d'imposer le mariage homosexuel au pays. HRW qualifie la réponse du ministre de « réponse politique bon marché », du fait que son rapport ne mentionne pas du tout le mariage entre personnes de même sexe, et se concentre plutôt sur la discrimination et le harcèlement auxquels les personnes LGBT sont confrontées à la Barbade.
En août 2016 et avril 2015, la Cour suprême du Belize puis celle de Trinité-et-Tobago, statuent que les lois criminalisant l'homosexualité sont inconstitutionnelles. Ces décisions sont bien accueillies par les militants LGBT barbadiens, qui espèrent également voir leur propre loi abrogée. Cependant, la Constitution de la Barbade contient une « clause de sauvegarde » qui protège les lois héritées de l'ancien Empire britannique contre tout contrôle constitutionnel, même si ces lois vont à l'encontre des droits humains fondamentaux, rendant ainsi difficile toute contestation juridique de la loi sur la sodomie. Cela amène donc les militants LGBT barbadiens à plutôt porter plainte devant les tribunaux internationaux. En juin 2018, la militante transgenre Alexa Hoffmann et deux autres Barbadiens, une lesbienne et un gay, déposent une plainte auprès de la Commission interaméricaine des droits de l'homme (CIDH) en contestant le chapitre 154, avec ses articles 9 et 12 de la loi sur les infractions sexuelles avec l'aide de Trans Advocates and Agitation Barbados, du Réseau juridique canadien VIH/sida, du Programme international des droits humains de l'université de Toronto et d'autres défenseurs locaux et internationaux. L'affaire est examinée par la CIDH en 2018. Fin juillet 2019, la Commission donne trois mois au gouvernement de la Barbade pour répondre à la demande. Si l'État refuse d'abroger ses lois, la commission peut renvoyer l'affaire devant la Cour interaméricaine des droits de l'homme, qui peut rendre une décision contraignante exigeant que la Barbade abroge les lois. Lors d'une conférence mondiale sur la décriminalisation de l'homosexualité organisée à la Barbade par des militants LGBT, la Ministre de l'autonomisation des personnes et des Affaires des personnes âgées, Cynthia Y. Forde, déclare : « Nous n'avons aucune crainte de contestation judiciaire de nos lois. C'est ainsi que les nouvelles lois sont élaborées et que la jurisprudence est renforcée et maintenue pertinente ». En réponse, plusieurs dirigeants d'Églises évangéliques prévoient de se rencontrer pour formuler une réponse officielle à cette affaire,.
L'évêque anglican de la Barbade, ainsi que l'Église catholique, s'opposent à la loi sur la sodomie, déclarant que, bien qu'ils condamnent moralement l'homosexualité, les gouvernements doivent respecter les droits de toutes les personnes, y compris les personnes LGBT. D'un autre côté, certains groupes plus fondamentalistes, extrémistes et fanatiques religieux attaquent les militants et les personnes LGBT de manière plus large. Il s'agit notamment de l'Église du Nouveau Testament, qui déclare des commentaires factuellement incorrects et non scientifiques concernant l'orientation sexuelle, affirmant que l'hétérosexualité, l'homosexualité et la bisexualité sont choisies, et soutient que la discrimination envers les personnes LGBT doit être encouragée, tout en jouant le rôle de victime.

## Reconnaissance des relations homosexuelles
Il n'existe pas de reconnaissance des unions homosexuelles à la Barbade. En juin 2016, le procureur général Adriel Brathwaite déclare que le gouvernement de la Barbade ne modifiera pas la loi pour permettre le mariage entre personnes de même sexe.
En janvier 2018, la Cour interaméricaine des droits de l'homme (CIDH) statue que la convention américaine relative aux droits de l'homme impose et exige la reconnaissance du mariage homosexuel.
En juillet 2020, le gouvernement lance le programme de visa « Welcome Stamp », permettant aux travailleurs étrangers de rester à la Barbade jusqu'à un an. Cependant à la suite de critiques selon lesquelles le programme permettait uniquement aux travailleurs d'amener avec eux leur conjoint de sexe opposé, le gouvernement modifie les règles du programme pour autoriser également les conjoints de même sexe.
Le 15 septembre 2020, le gouvernement annoncé son intention d'adopter une forme d'union civile, puis d'organiser un référendum sur la question du mariage homosexuel, afin de mettre fin à la discrimination sur l'île.

## Adoption et parentalité
Les couples homosexuels ne peuvent pas adopter légalement à la Barbade.
Bien que cela ne soit pas explicitement interdit ou réglementé par la loi, le Barbados Fertility Center propose des traitements de fécondation in vitro et d'insémination artificielle aux couples lesbiens. Quant à la gestation pour autrui, elle demeure illégale à la Barbade.

## Protection contre la discrimination
Dans la décision de décembre 2022 décriminalisant la sodomie, publiée en mai 2023, la Haute Cour de la Barbade juge que la discrimination fondée sur l'orientation sexuelle est inconstitutionnelle.
En août 2020, le Parlement de la Barbade a adopté la loi de 2020 sur l'emploi (prévention de la discrimination) (Employment (Prevention of Discrimination) Act), qui interdit la discrimination dans l'emploi fondée sur le sexe, l'orientation sexuelle, l'état civil et le statut de partenaire domestique, entre autres motifs,.
La militante barbadienne Alexa D.V. Hoffmann fait valoir que le projet de loi exclut les protections pour les travailleurs transgenres parce que « l'identité de genre » et « l'expression de genre » ne sont pas répertoriées comme motifs de discrimination protégés.

## Mouvement pour les droits LGBT à la Barbade
En 2013, Donnya Piggott (en) et Ro-Ann Mohammed (en) fondent l'association Barbados Gays, Lesbians and All-Sexuals Against Discrimination (BGLAD) en tant qu'organisation visant à créer un mécanisme éducatif et à ouvrir un dialogue public de manière solidaire pour la communauté LGBT de la Barbade.
La Barbade organise son premier petit événement de la fierté en novembre 2017. En juillet 2018, malgré la crainte de réactions négatives, environ 120 personnes défilent lors du premier défilé de la fierté gay sur Rihanna Drive, dans la capitale Bridgetown,.
La Première ministre Mia Mottley, élue en mai 2018, est considéré comme « pro-LGBT ».

## Conditions sociales

Reconnaissance des unions entre personnes de même sexe aux Petites Antilles et à Porto Rico
Mariage homosexuel
Décision contraignante d'un tribunal national établissant le mariage homosexuel, mais le mariage n'est pas encore prévu
Autre type de partenariat
Cohabitation non enregistrée
Pas de reconnaissance des couples homosexuels
Interdiction constitutionnelle du mariage homosexuel
Activité sexuelle homosexuel illégale mais sanctions non appliquées
Île soumise à l'arrêt de la CIDH

En février 2018, la militante transgenre barbadienne Alexa Hoffmann est attaqué avec un couperet à viande par Brandon Coward, bien qu'elle lui avait permis de rester chez elle en raison de problèmes personnels,. L'attaque laisse Hoffmann avec de graves blessures, notamment à la gorge. En avril 2019, Coward est reconnu coupable et condamné à payer à Hoffmann 460 $Bds (230 $US) sous peine de trois mois de prison.
Le 20 novembre 2018, la première veillée aux chandelles a lieu à la Barbade pour rendre hommage aux vies perdues des personnes transgenres et non-binaires à cause de la violence transphobe et sexiste dans le monde. Il s'agit de la deuxième manifestation pour la Journée du souvenir trans (Transgender Day of Remembrance ; TDoR) dans le pays, la première est un « Flash Stand pour l'égalité et l'inclusion » dédié aux personnes transgenres, qui s'est tenu le 24 novembre 2017 en tant qu'une des activités de lancement de la première fierté officielle de la Barbade.

### Demandes de réfugiés homosexuels
En 2011, le gouvernement de la Barbade déclare qu'il enquête sur des allégations selon lesquelles certains homosexuels barbadiens cherchaient le statut de réfugié au Canada. En 2016, un journal guyanais a rapporté que plus de 300 membres de la communauté LGBT de la Barbade cherchaient l'asile au Canada, au Royaume-Uni et aux États-Unis en raison de persécutions dans leur pays. La ministre barbadienne des Affaires étrangères, Maxine McClean, fait part de l'inquiétude du gouvernement face à ces demandes visant à obtenir le statut de réfugié au Canada, puisque deux des neuf demandes adressées au gouvernement canadien ont déjà été refusées et des questionnements sont soulevées quant à savoir si c'était le cas, d'une tentative d'abuser du système d'asile au Canada.
L'organisation Bajan United Gays and Lesbians Against AIDS, Barbados (UGLAAB) déclare qu'elle envisage également de mener sa propre enquête concernant les mêmes allégations.
L'ambassadeur de la Barbade aux États-Unis, John Beale, déclare ensuite à la presse locale que certains des autres pays de la région figuraient parmi les plus nombreux demandeurs d'asile aux États-Unis, mais il ajoute que l'ambassade des États-Unis à Bridgetown n'ont pas encore signalé de problèmes spécifiques à la Barbade au Département d'État des États-Unis. L'ambassadeur souligne que les lois sur la sodomie font partie de la loi de la Barbade et que le gouvernement barbadien doit peut-être envisager de retirer officiellement ces lois pour maintenir la bonne image de la Barbade sur la scène internationale.

### Relations internationales
En 2011, le Premier ministre du Royaume-Uni, David Cameron, déclare lors de la réunion des chefs de gouvernement du Commonwealth (CHOGM) en Australie que son gouvernement aurait des difficultés à fournir une aide aux pays qui avaient encore des lois interdisant la sodomie. Par la suite, le procureur général de la Barbade, Adriel Brathwaite, déclare publiquement que la politique de la Barbade ne serait pas dictée par le Royaume-Uni. À la suite de cette déclaration, plusieurs membres de la communauté ouvertement gay de la Barbade déclarent que la Barbade doit commencer à proposer des forfaits touristiques aux touristes gays. Cependant, une ligne de commentaires informelle du journal Barbados Nation révèle que ce plan n'était pas apprécié par certains.
À la suite du commentaire du Royaume-Uni, la Cour interaméricaine des droits de l'homme créé une unité chargée de lutter pour les droits des homosexuels. Il note les problèmes présentés par certaines lois de la région et déclare qu'il « promouvrait le développement harmonieux de tous ses domaines d'activité fondé sur l’interdépendance et l'indivisibilité de tous les droits de l'homme et la nécessité de protéger les droits de tous les individus et groupes historiquement victimes de discrimination. ».

### Opinion publique
De récents sondages menés par Caribbean Development Research Services Inc. (CADRES) révèlent que les Barbadiens sont plus tolérants que les années précédentes. Dans un sondage réalisé en 2016 par CADRES, 67% des Barbadiens se décrivent comme tolérants envers la communauté LGBT et 82% s'opposent également à la discrimination à l'encontre de la communauté LGBT.
Ces dernières années, en partie à cause de la légalisation rapide du mariage homosexuel dans de nombreux pays, dont les États-Unis, de nombreux pasteurs évangéliques américains sont venus à la Barbade. Les militants des droits humains les accusent de propager et de prêcher la violence et la haine. Du fait de ses émissaires évangéliques, la rhétorique homophobe à la Barbade est devenue plus répandue.

## Tableau récapitulatif
| Légalisation de l'homosexualité                                                 | depuis 2022                                                                                   |
| Égalité de majorité sexuelle                                                    | depuis 2022                                                                                   |
| Lois contre la discrimination au travail                                        | depuis 2020 par la loi et constitutionnellement depuis 2022 ; orientation sexuelle uniquement |
| Lois contre la discrimination dans tous les autres domaines                     | sur le plan constitutionnel depuis 2022 ; orientation sexuelle uniquement                     |
| Lois contre les crimes fondés sur l'orientation sexuelle et l'identité de genre | Sur le plan constitutionnel depuis 2022 ; orientation sexuelle uniquement                     |
| Mariage homosexuel                                                              | Non                                                                                           |
| Reconnaissance des couples homosexuels (unions civiles)                         | Non                                                                                           |
| Adoption d'un beau-fils par des couples homosexuels                             | Non                                                                                           |
| Adoption homosexuelle                                                           | Non                                                                                           |
| Autorisation pour les homosexuels de servir dans l'armée                        | Non                                                                                           |
| Droit de changer de sexe dans l'état-civil                                      | Non                                                                                           |
| Accès à la FVI pour les lesbiennes                                              | Oui                                                                                           |
| Gestation pour autrui pour les couples homosexuels d'hommes                     | Non                                                                                           |
| Autorisation du don de sang pour les HSH                                        | Non                                                                                           |